# Kebede Endale
Kebede Endale Olkeba (* 22. Juni 2000) ist ein äthiopischer Mittelstreckenläufer, der sich auf die 1500-Meter-Distanz spezialisiert hat.

## Sportliche Laufbahn
Erste internationale Erfahrungen sammelte Kebede Endale bei den Crosslauf-Weltmeisterschaften 2019 in Aarhus, bei denen er gemeinsam mit Bone Cheluke, Teddese Lemi und Fantu Worku in 25:49 min in der Mixed-Staffel die Goldmedaille gewann. Anschließend nahm er im 1500-Meter-Lauf erstmals an den Afrikaspielen in Rabat teil und belegte dort in 3:40,01 min den siebten Platz. 
2018 und 2019 wurde Ouladha marokkanischer Meister im 1500-Meter-Lauf.

## Persönliche Bestleistungen
- 1500 Meter: 3:36,44 min, 22. Juni 2019 in Tomblaine
  - 1500 Meter (Halle): 3:38,55 min, 14. Februar 2000 in Val-de-Reuil